# Cesiumhexafluorcupraat(IV)
Cesiumhexafluorcupraat is de anorganische verbinding met de chemische formule {\displaystyle {\ce {Cs2[CuF6]}}}. Het is een rode, vaste stof die bij contact met water ontleed. Het is voor het eerst gesynthetiseerd door cesiumtrichloorcupraat(II) op 410 °C onder een druk van 350 atmosfeer fluorgas te laten reageren met cesiumfluride.
{\displaystyle {\ce {2\ CsCuCl3\ +\ 2\ CsF\ +\ 5\ F2\ ->\ Cs2CuF6\ +\ 3\ Cl2}}}
Het anion {\displaystyle {\ce {[CuF6]^{-}}}} is een zeldzaam voorbeeld van een koper(IV)-complex. De elektronen-verdeling kan beschreven worden als een lage-spin d7-toestand. Bijgevolg is het ion gevoelig voor het Jahn-Teller-effect.